# Casa a l'avinguda Raval del Carme, 2 (Tàrrega)
Casa a l'avinguda Raval del Carme, 2 és una obra de Tàrrega (Urgell) protegida com a Bé Cultural d'Interès Local.

## Descripció
Edifici cantoner de secció quadrangular amb planta baixa i dos pisos. La coberta és de pavelló i la façana combina el parament arrebossat i pintat amb emmarcaments de faixes i bandes cantoneres estucades. Les façanes estan configurades per tres eixos de composició vertical. A la planta baixa hi ha un total de vuit obertures quadrangulars, una destinada a comerç, una altra a accés a l'habitatge i la resta accessos i aparadors d'un altre comerç. Pel que fa als nivells dels dos pisos, al centre d'una de les façanes hi ha una tribuna formada per un cos hexagonal que s'estructura amb tres finestres d'arc pla separades per pilars toscans. Al seu torn, la tribuna està flanquejada per dos balcons d'arc rebaixat i amb motllura. L'altra façana presenta tres obertures unides per una balconada i al segon pis, tres balcons independents. La tercera façana, diferent de la resta, té dos eixos de composició vertical amb dues finestres per planta i una porta d'accés amb finestra, ambdues d'arc rebaixat a la planta baixa.